# رموز الكويت الوطنية
الرموز الوطنية للكويت هي الأعلام الرسمية وغير الرسمية والشعارات والتعبيرات الثقافية التي تمثل أو تميز الكويت وثقافتها.

## الرموز
| العنوان        | اسم الرمز          | صورة                                                     |
| -------------- | ------------------ | -------------------------------------------------------- |
| العلم الوطني   | علم الكويت         |                                                          |
| شعار النبالة   | شعار الكويت        |                                                          |
| النشيد الوطني  | نشيد الكويت الوطني | نشيد الكويت الوطني مشاكل في التشغيل؟ طالع مساعدة:وسائط . |
| الزهرة الوطنية | زهرة العرفج        |                                                          |
| الطائر الوطني  | صقر                |                                                          |
| الحيوان الوطني | الجمل العربي       |                                                          |
| الطبق الوطني   | مكبوس              |                                                          |